# Heinrich I. (Braunschweig-Lüneburg)

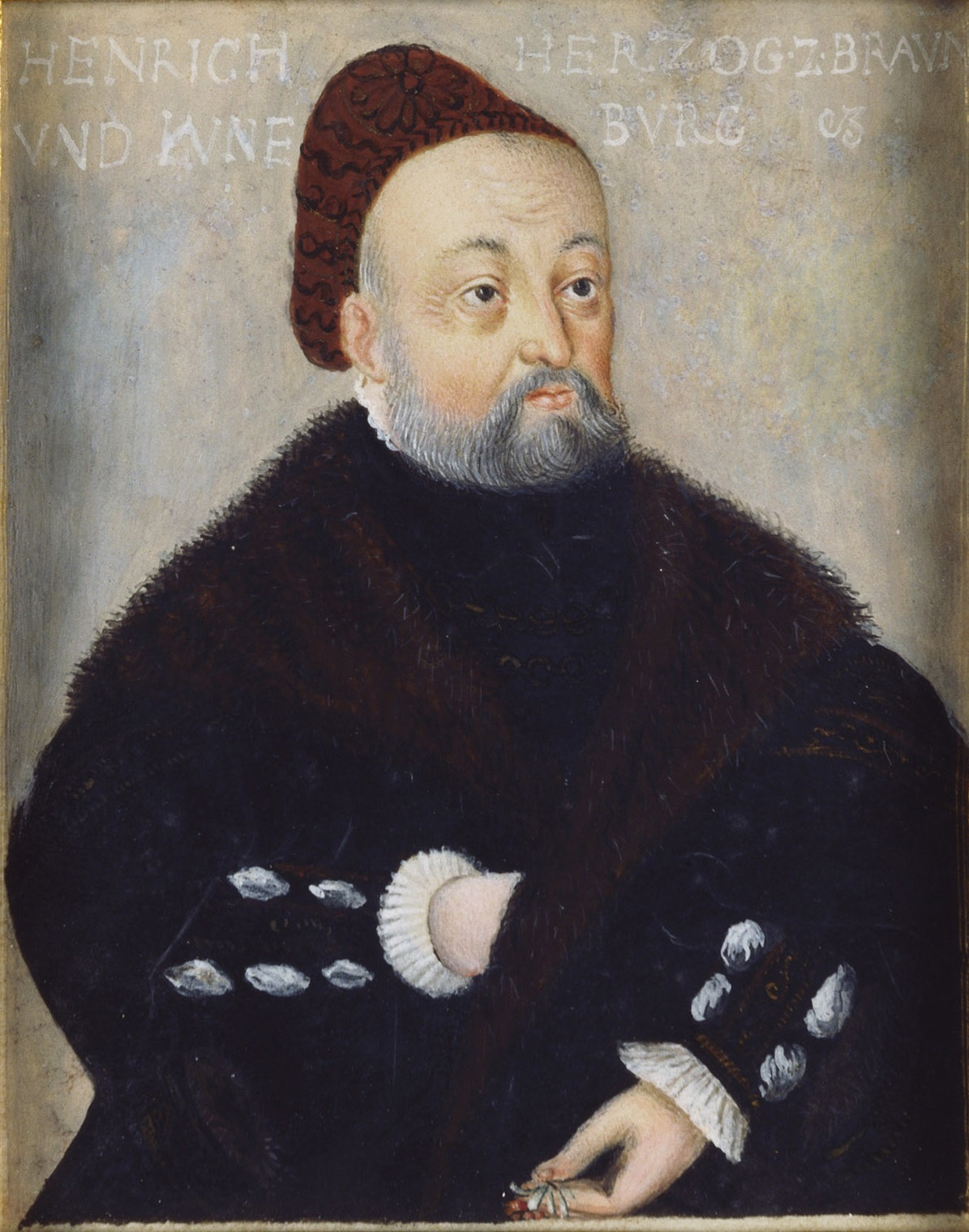
Herzog Heinrich I. von Braunschweig-Lüneburg, Royal Collection

Heinrich der Mittlere, Herzog zu Braunschweig-Lüneburg (* 1468; † 19. Februar 1532 in Schloss Wienhausen), war von 1486 bis 1520 Fürst von Lüneburg.

## Leben
Heinrich von Braunschweig-Lüneburg wurde 1468 als Sohn von Otto dem Siegreichen und der Anna von Nassau geboren. Sein Vater verstarb 1471. 1480 unternahm Heinrich von Braunschweig-Lüneburg zusammen mit Kurfürst Ernst von Sachsen eine Pilgerreise nach Rom. 1486 übernahm er die Regierung von seiner Mutter, die nach dem Tod seines Großvaters Friedrichs des Frommen 1478 die Regentschaft übernommen hatte. Seine Regierung war vor allem geprägt von den Verwicklungen in die Hildesheimer Stiftsfehde, bei der Heinrich auf Seiten des Hildesheimer Bischofs und in Gegnerschaft zum Hildesheimer Adel und den mit ihm verbündeten Braunschweiger Welfen stand. Zwar gelang es Heinrich 1519 in der Schlacht bei Soltau mithilfe des Feldherrn Asche von Cramm, militärisch den Sieg zu erringen, durch das Eingreifen des neu gewählten Kaisers Karl V. verwandelte sich der auf dem Schlachtfeld errungene Sieg jedoch in eine Niederlage. Heinrich hatte bei der römisch-deutschen Königswahl auf der Seite des französischen Königs Franz I. gestanden, der sich in seiner Funktion als Herzog von Mailand (und damit als Reichsfürst) erfolglos um die deutsche Krone beworben hatte. Mit dieser Parteinahme hatte sich Heinrich die dauerhafte Feindschaft Karls V. zugezogen.
Als nun die Braunschweiger nach der Niederlage in der Schlacht von Soltau Karl V. um Hilfe anriefen, verhängte dieser 1521 die Reichsacht gegen ihn. Heinrich hatte jedoch, die Bedrohung vor Augen, bereits 1520 die Regierung an seine beiden ältesten Söhne übergeben und sich nach Frankreich an den Hof des französischen Königs ins Exil begeben. Erst 1527 zu Zeiten der Einführung der Reformation im Lüneburger Land kehrte er zurück und versuchte mit Hilfe der Reformationsgegner die Regierung wieder zu übernehmen. Als dies auf dem Landtag zu Scharnebeck fehlschlug, begab er sich wieder nach Frankreich, kehrte erst nach Aufhebung der Reichsacht im Jahre 1530 zurück und verbrachte seine letzten Jahre erst in Lüneburg, das sein Sohn Ernst ihm als Wohnsitz angewiesen hatte, dann in Winsen an der Luhe und Wienhausen, wo er „in Zurückgezogenheit“ lebte und 1532 auf einer Jagd starb.
Unmittelbar nach dem Tod seiner Gemahlin Margarete von Sachsen am 7. Dezember 1528 ging er in Lüneburg eine zweite, unebenbürtige Ehe mit Anna von Campe ein, die bereits seit 1520 seine Geliebte gewesen war und welche ihm bereits früher zwei Söhne geboren hatte. „Heinrichs sittliches Leben ist nicht tadelfrei gewesen; wird uns doch als Grund seiner Reise nach Frankreich seine Liebe zu der schönen Anna von Campe angegeben. Das verschärfte den Gegensatz zwischen dem Vater und dem sittenreinen und sittenstrengen Sohne, der sich ganz auf Seite seiner schwerbeleidigten Mutter stellte“, schreibt Karl Benrath 1887.
Heinrich wurde vor dem Altar im Chorraum der St. Marien-Kirche am Kloster Wienhausen beigesetzt. Etwa 1579 wurde ein Grabstein von Heinrich dem Mittleren angefertigt mit einer Höhe von 2,05 m und einer Breite von 1,24 m.

## Nachkommen
Heinrich heiratete am 27. Februar 1487 in Celle Margarete (1469–1528), Tochter des Kurfürsten Ernst von Sachsen, mit der er folgende Kinder hatte:
- Anna (1492–??)[7]
- Elisabeth (1494–1572)

⚭ 1518 Karl von Egmond, Herzog von Geldern (1467–1538)
- Otto I. (1495–1549), Herzog von Braunschweig-Harburg

⚭ 1525 Meta von Campe († 1580)
- Ernst I. (1497–1546), Herzog von Braunschweig-Lüneburg

⚭ 1528 Prinzessin Sophia von Mecklenburg-Schwerin (1508–1541)
- Apollonia (1499–1571), Nonne
- Anna (1502–1568)

⚭ 1525 Herzog Barnim IX. von Pommern (1501–1573)
- Franz (1508–1549), Herzog von Braunschweig-Gifhorn

⚭ 1547 Prinzessin Klara von Sachsen-Lauenburg (1518–1576)
Aus seiner zweiten Ehe mit Anna von Campe hatte er zwei Söhne:
- Franz Heinrich, starb jung in Frankreich
- Heinrich, starb jung in Gefangenschaft in Celle